# Le casino gagne toujours
Le casino gagne toujours est le 3e épisode de la saison 4 de la série télévisée Angel.

## Résumé
Angel, Fred et Gunn vont à Las Vegas voir Lorne, devenu la vedette du Tropicana, un casino. Ils sont surpris et déçus de constater que celui-ci les ignore aussi bien pendant qu'après son spectacle. En fait, Lorne est sous l'emprise du directeur, Lee DeMarco, qui utilise ses pouvoirs de voyance pour voler le destin de gens promis à un bel avenir et le revendre au marché noir. Angel découvre que quelque chose d'anormal se passe dans le casino en voyant que beaucoup de clients ont le regard vide. Ces clients, désignés par Lorne, sont envoyés jouer dans une salle de jeux privée du casino et perdent leur destin quand leur mise est perdue. Pendant qu'Angel joue et perd, Fred et Gunn parviennent à faire s'échapper Lorne. Ils quittent le casino, Gunn croisant Angel, le regard vide et désormais en train de jouer aux machines à sous, et Lorne leur explique la combine du directeur. Gunn réalise alors qu'Angel s'est fait voler son destin.
Fred, Gunn et Lorne retournent au casino chercher Angel mais sont capturés par les agents de sécurité et Lee décide de supprimer Fred et Gunn. Cordelia, qui assiste à tout cela depuis la dimension supérieure où elle s'ennuie à mourir, fait gagner le jackpot à Angel, ce qui est en théorie impossible dans ce casino. Angel est alors emmené à Lee pour être examiné. Lee ne découvre rien d'anormal et ordonne d'emmener Fred et Gunn dans le désert pour les exécuter. Quand Angel voit Fred menacée d'une arme, le démon en lui se réveille et il se bat contre les hommes de Lee. Profitant de la confusion, Lorne brise la sphère contenant les jetons avec les destins volés et ceux-ci reviennent alors de nouveau à leurs propriétaires. De retour à Los Angeles, l'équipe est stupéfiée de voir Cordelia dans le hall de l'hôtel Hyperion. Mais Cordelia est amnésique. 

## Production
L'épisode a été tourné à Las Vegas pendant cinq nuits de six heures du soir à six heures du matin. Bien que l'action se passe au Tropicana, l'essentiel du tournage s'est déroulé au Riviera. La scène où Wesley fait l'amour par téléphone avec Lilah Morgan a été écrite par Joss Whedon et ajoutée par la suite car l'épisode était trop court. L'acteur Andy Hallett cite l'épisode comme son favori de toute la série, surtout parce qu'il a été tourné à Las Vegas. 

## Statut particulier
Selon le scénariste David Fury, cet épisode est le seul véritable one shot de la saison. Pour Noel Murray, du site The A.V. Club, l'épisode part sur de bonnes bases et est plaisant à regarder jusqu'à la scène où Fred se fait passer pour une « Lornette », la meilleure de tout l'épisode, avant de s'effondrer par la suite et de devenir « plutôt idiot, à la fois dans son concept et dans son exécution ». Ryan Bovay, du site Critically Touched, lui donne la note de F, estimant qu'il s'agit de l'un des moins bons épisodes de toute la série, « sans aucune substance », « très mal pensé et très mal conçu » et souffrant de plus de la présence d'un méchant des plus quelconques dont n'exsude pas la moindre menace.

## Distribution

### Acteurs et actrices crédités au générique
- David Boreanaz : Angel
- Charisma Carpenter : Cordelia Chase
- J. August Richards : Charles Gunn
- Amy Acker : Winifred « Fred » Burkle
- Vincent Kartheiser : Connor
- Alexis Denisof : Wesley Wyndam-Pryce

### Acteurs et actrices crédités en début d'épisode
- Andy Hallett : Lorne
- Clayton Rohner : Lee DeMarco